# Grabovac (Knić)
Pour les articles homonymes, voir Grabovac.
Grabovac (en serbe cyrillique : Грабовац) est un village de Serbie situé dans la municipalité de Knić, district de Šumadija. Au recensement de 2011, il comptait 787 habitants.

## Démographie

### Évolution historique de la population
| 1948 | 1953 | 1961 | 1971 | 1981 | 1991 | 2002 | 2011 |
| ---- | ---- | ---- | ---- | ---- | ---- | ---- | ---- |
| 559  | 550  | 556  | 638  | 718  | 748  | 760  | 787  |

|  |